# Ton Caanen
Ton Caanen (Geleen, 18 maart 1966) is een Nederlands voetbalcoach en voetbalbestuurder.

## Loopbaan als speler
In de jeugd speelde hij voor Quick '08 en later in het eerste elftal. Met VV Sittard en FC Geleen Zuid speelde hij in de Hoofdklasse. Hij bouwde later af bij VV Heidebloem. Caanen speelde op posities aan de hele linkerzijde van het veld.

## Loopbaan als trainer en bestuurder
Caanen werd trainer van de amateurs van Geleen-Zuid voordat hij in 2001 hoofd jeugdopleidingen werd bij Roda JC. Het seizoen hierna trainde hij Jong Roda JC. Caanen kon in Nederland niet als hoofdtrainer aan de slag omdat hij geen licentie had. Hij werd in 2003 trainer in Oekraïne van Metalurg Donetsk en behaalde in 2004 een Duitse licentie. Caanen ging naar Israël, waar hij eind 2005 kortstondig trainer bij Beitar Jerusalem was om na vijf maanden Maccabi Tel Aviv te gaan trainen en in 2006 nog heel even Maccabi Netanya. In het seizoen 2006/07 trainde hij Stal Altsjevsk in Oekraïne waarmee hij degradeerde. In de winterstop van dat seizoen liep hij stage bij SBV Vitesse onder Aad de Mos.
In de zomer van 2009 werd hij trainer van Valletta FC op Malta waar Jordi Cruijff zijn assistent was. Na één seizoen gingen beiden naar AEK Larnaca op Cyprus. In het seizoen 2010-2011 behaalde Caanen met AEK Europees voetbal. In november 2011 werd hij door Cruijff, die inmiddels was bevorderd tot technisch directeur, ontslagen vanwege de tegenvallende resultaten in dat seizoen. Hij werd opgevolgd door Leon Vlemmings. In het seizoen 2012-2013 trainde hij het Cypriotische Enosis Neon Paralimni. In het seizoen 2013-2014 was hij vier weken trainer van Veria FC in Griekenland, maar eind september stapte hij op vanwege communicatieproblemen. Eind oktober 2013 ging Caanen aan de slag bij Aris Limassol op Cyprus.
Caanen werd in juli 2014 hoofdtrainer van De Treffers, op dat moment actief in de Topklasse. In april 2015 verruilde hij de amateurclub voor Apollon Limassol, die op dat moment lijstaanvoerder in de A Divizion. Caanen werd in de reguliere competitie eerste, maar zag in tweede fase, de Championship group, het kampioenschap naar APOEL FC gaan. In mei 2015 legde hij zijn functie neer.
In juli 2015 keerde Caanen terug bij Roda JC, waar hij technisch adviseur werd en onder meer inhoud moest geven aan de samenwerking met Tottenham Hotspur. In oktober van dat jaar werd hij aangesteld als technisch directeur. In zijn eerste seizoen botste hij regelmatig met trainer Darije Kalezic, die in de zomer van 2016 werd vervangen door Yannis Anastasiou. Ook in zijn tweede seizoen zorgde Caanen voortdurend voor onrust in de club. Op 5 april 2017 werd Caanen per direct ontheven uit de functie van technisch directeur. Directe aanleiding was een scoutingsreis van twee weken, die hij tegen de wil van de directie maakte naar Zuid-Amerika. Roda JC moest dat seizoen nacompetitie spelen en stelde Huub Stevens aan als adviseur. In de laatste wedstrijden het jaar was hij tevens vervanger van de ontslagen Anastasiou. Op 19 juli maande Stevens Roda JC tot haast met het verbreken van het contract met Caanen. 31 juli kwamen de club en technisch directeur tot overeenstemming over de ontbinding van het contract. In de twee jaar dat Caanen actief was bij Roda JC haalde hij meer dan 30 spelers, waarvan het merendeel mislukte. Hij had met zowel Darije Kalezic, als Yannis Anastasiou een moeizame relatie. Met Kalezic leefde hij op gespannen voet. Anastasiou vond Caanen ongeschikt als technisch directeur, en werkte liever samen met de op zijn advies aangestelde adviseur Sef Vergoossen. In februari 2018 werd Caanen trainer van het Slowaakse FK Senica.

## Trivia
- Het trainingscomplex van VV Heidebloem in Geleen, het Ton Caanen Sportcomplex, is vernoemd naar Caanen.